# Harald Bergström

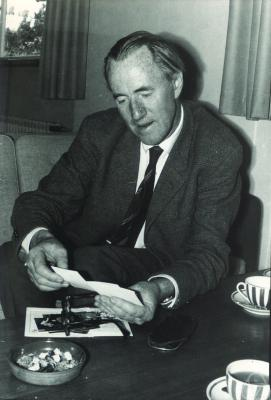
Harald Bergström (1962)

Harald Bergström (* 1. April 1908 in Mölltorp; † 23. Mai 2001 in Göteborg) war ein schwedischer Mathematiker. Er arbeitete vor allem auf dem Gebiet der Wahrscheinlichkeitstheorie.

## Leben und Wirken
Harald Bergström studierte Mathematik, Physik und Chemie an der Universität Uppsala und erlangte 1931 den Master-Abschluss. Von 1932 bis 1934 lehrte er an Gymnasien und arbeitete danach als Wissenschaftlicher Assistent an der Universität Uppsala, wo er 1938 promoviert wurde und bis 1945 lehrte.
1946 wechselte er an die Technische Hochschule Chalmers in Göteborg, wo er 1949 zum Professor für Angewandte Mathematik berufen wurde. 1960 wurde seine Professur auf zwei Lehrstühle für Numerische Analysis und Mathematische Statistik erweitert. 1974 wurde er emeritiert.

## Wissenschaftliche Arbeit
Harald Bergström beschäftigte sich während seiner Tätigkeit an der Universität Uppsala vorwiegend mit Algebraischen Zahlkörpern und verwandten Themen. Nach seinem Wechsel an die Chalmers University of Technology begann er, auf dem Gebiet der Wahrscheinlichkeitstheorie zu arbeiten. Er leistete vor allem Beiträge zum Zentralen Grenzwertsatz und zur Theorie der stabilen Verteilungsfunktionen.

## Ehrungen
- Peter Jagers, Lennart Råde (Hrsg.): Mathematics and statistics. Essays in honour of Harald Bergström. Zum 65. Geburtstag von Harald Bergström. Chalmers Institute of Technology, Göteborg, 1973.

## Schriften
Bücher
- Limit Theorems for Convolutions. Almqvist och Wicksell, Stockholm, und Wiley, New York 1963.
- Weak Convergence of Measures. Academic Press, New York 1982.

Artikel in Fachzeitschriften
- Zur Theorie der biquadratischen Zahlkörper. Die Arithmetik auf klassenkörpertheoretischer Grundlage. Dissertation. In: Nova Acta Regiae Societatis Scientiarum Upsaliensis. Serie 4, Volume 10, Nr. 8. Almqvist & Wiksell, Uppsala 1937.
- Über die Methode von Woronoj zur Berechnung einer Basis eines kubischen Zahlkörpers. In: Arkiv för matematik, astronomi och fysik. Band 25B, Nr. 26. Almqvist & Wiksell, Stockholm 1937.
- Vereinfachter Beweis des Hauptidealsatzes der Klassenkörpertheorie. In: Arkiv för matematik, astronomi och fysik. Band 29B, Nr. 6. Almqvist & Wiksell, Stockholm 1943.
- Struktur der Erweiterungen abelscher Gruppen. In: Arkiv för matematik, astronomi och fysik. Band 30, Nr. 4. Almqvist & Wiksell, Stockholm 1944.
- On the central limit theorem. Skand. Aktuar.
Teil 1: Band 27, 1944.
Teil 2: The case Rk. Band 28, 1945, S. 106–127.
Teil 3: The case of not equally distributed random variables. Band 32, 1949, S. 37–62.
- On some Expansions of stable distribution functions. In: Arkiv för matematik. Band 2, Nr. 18. Almqvist & Wiksell, Stockholm 1952, S. 375–378.
- Eine Theorie der stabilen Verteilungsfunktionen. In: Archiv der Mathematik. Band 2, 1953, S. 380–391.
- On the limit theorem for convolutions of distribution functions. In: Journal für Reine und Angewandte Mathematik.
Teil 1: Band 198, S. 121–142.
Teil 2: Band 199, S. 1–22.